# Deneuille-lès-Chantelle
Deneuille-lès-Chantelle település Franciaországban, Allier megyében. Lakosainak száma 93 fő (2022. január 1.). Deneuille-lès-Chantelle Chantelle, Fleuriel és Monestier községekkel határos.

## Népesség
A település népességének változása:
| Lakosok száma | 84   | 98   | 80   | 99   | 89   | 80   | 81   | 86   | 89   | 93   |
|               | 1968 | 1982 | 1990 | 2006 | 2013 | 2015 | 2017 | 2019 | 2020 | 2022 |